# 迪克胡森-法尔施泰特
迪克胡森-法尔施泰特是德国石勒苏益格－荷尔斯泰因州的一个市镇。总面积7.46平方公里，总人口752人，其中男性397人，女性355人（2011年12月31日），人口密度101人/平方公里。